# M/Y Ady Gil
M/Y Ady Gil, (tidigare Earthrace), var en motordriven trimaran som byggdes för den icke-vinstinriktade fonden Earthrace. 2008 slog båten världsrekordet för världsomsegling innan den 2009 köptes av den amerikanska djurjuristen Ady Gil för att användas i Sea Shepherd Conservation Societys kampanj mot den japanska valfångstflottan. Ady Gil sjönk den 8 januari 2010 efter att ha kolliderat med ett japanskt valfångstfartyg.

## Specifikationer

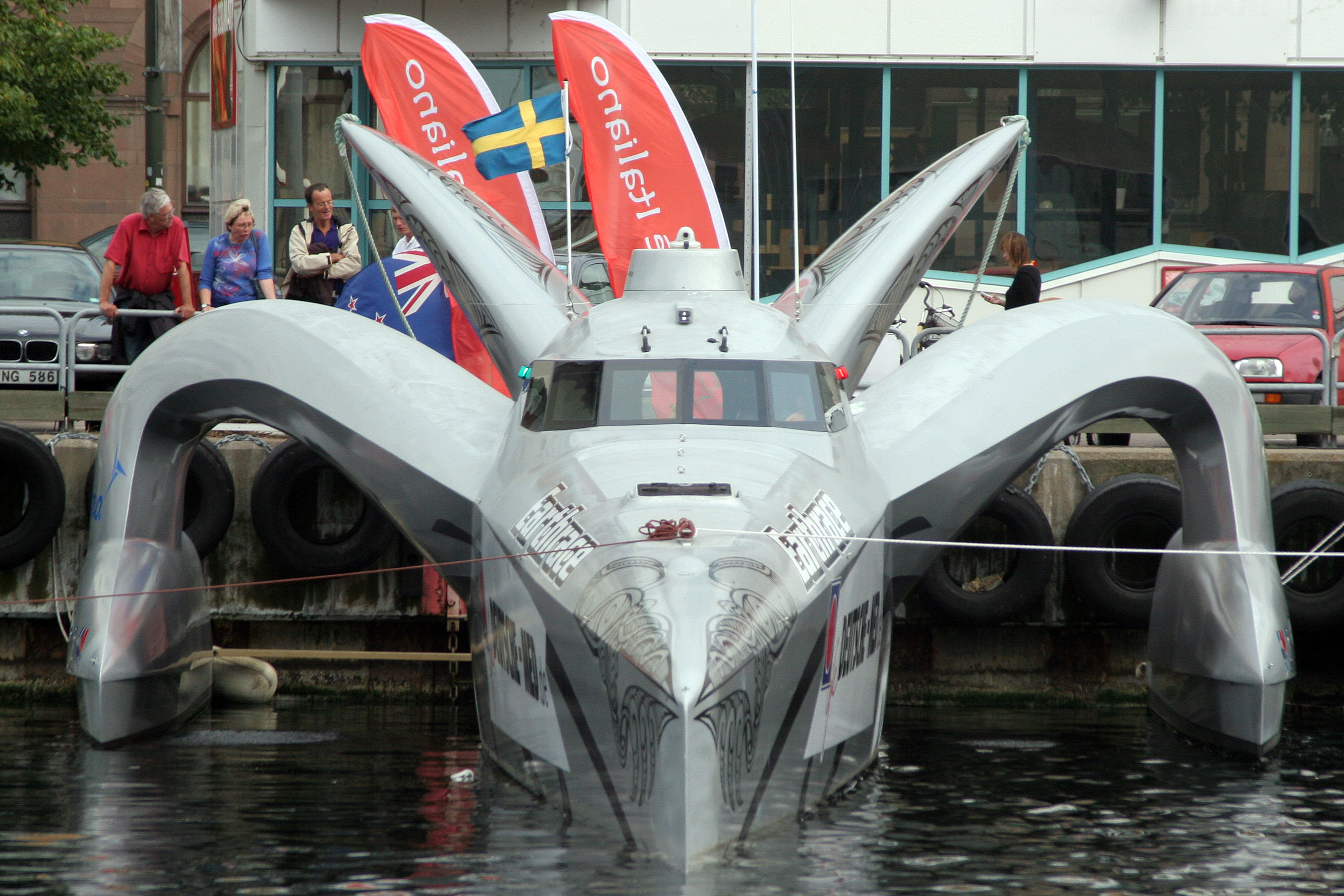
Som Earthrace vid ett besök i Malmö.

Ady Gil var en snabb motordriven båt som drevs med B100 Biodiesel (fett). Motorn hade 1080 hästkrafter vilket räckte för att driva den i en maxhastighet på cirka 41 knop. Earthrace var en vågpenetrerande båt, vilken innebär att den gick genom vågorna istället för att rida på dem som vanliga båtar gör. Vindrutorna klarade 12 meters vattentryck.

## Earthrace och världsrekordet
Earthrace är en icke vinstinriktad fond vars syfte är att sprida information och öka medvetandet om förnybara bränslen och vad man som enskild person kan göra för att förbättra miljön vi lever i.
Båten startade sin rekordresa i Valencia den 27 april 2008 och återvände den 27 juni samma år efter att ha rundat jorden medsols. Resan gick via Azorerna, Puerto Rico, Panama, Manzanillo, San Diego, Hawaii, Marshallöarna, Palau, Singapore, Cochin, Salala och Suezkanalen. Resan tog 60 dagar, 23 timmar och 49 minuter, vilket är 13 dagar, 21 timmar och 9 minuter snabbare än det gamla rekordet satt av Cable and Wireless Adventurer, numera Ocean 7 Adventurer, 1988.

## Sea Shepherd
I oktober 2009 bytte Earthrace namn till Ady Gil efter sin nya ägare. Trimaranen målades om till svart/silver och anslöt sig till Sea Shepherds flotta,  Neptunus Flotta, för att bekämpa valfisket i Antarktiska oceanen.

## Förlisning
Den 5 januari 2010 kolliderade Ady Gil med det japanska valfångstfartyget M/V Shōnan Maru 2. Fartyget körde rakt in i Ady Gils förstäv som bröts. Sea Shepherd menar att japanerna medvetet rammade Ady Gil för att sänka trimaranen medan japanerna hävdar att det var Ady Gil som var i vägen för Shōnan Maru 2. Video från händelsen har släppts av både Sea Shepherd och av Institute of Cetacean Research.
Alla sex besättningsmän räddades av Sea Shepherds besättning ombord på M/Y Bob Barker som befann sig i närheten. En av Ady Gils besättningsmän bröt sex revben. Försök gjordes att bogsera båten till Antarktis. Fartyget tog emellertid in för mycket vatten och rapporterades som förlist den 8 januari.